# Kong Rans Høj

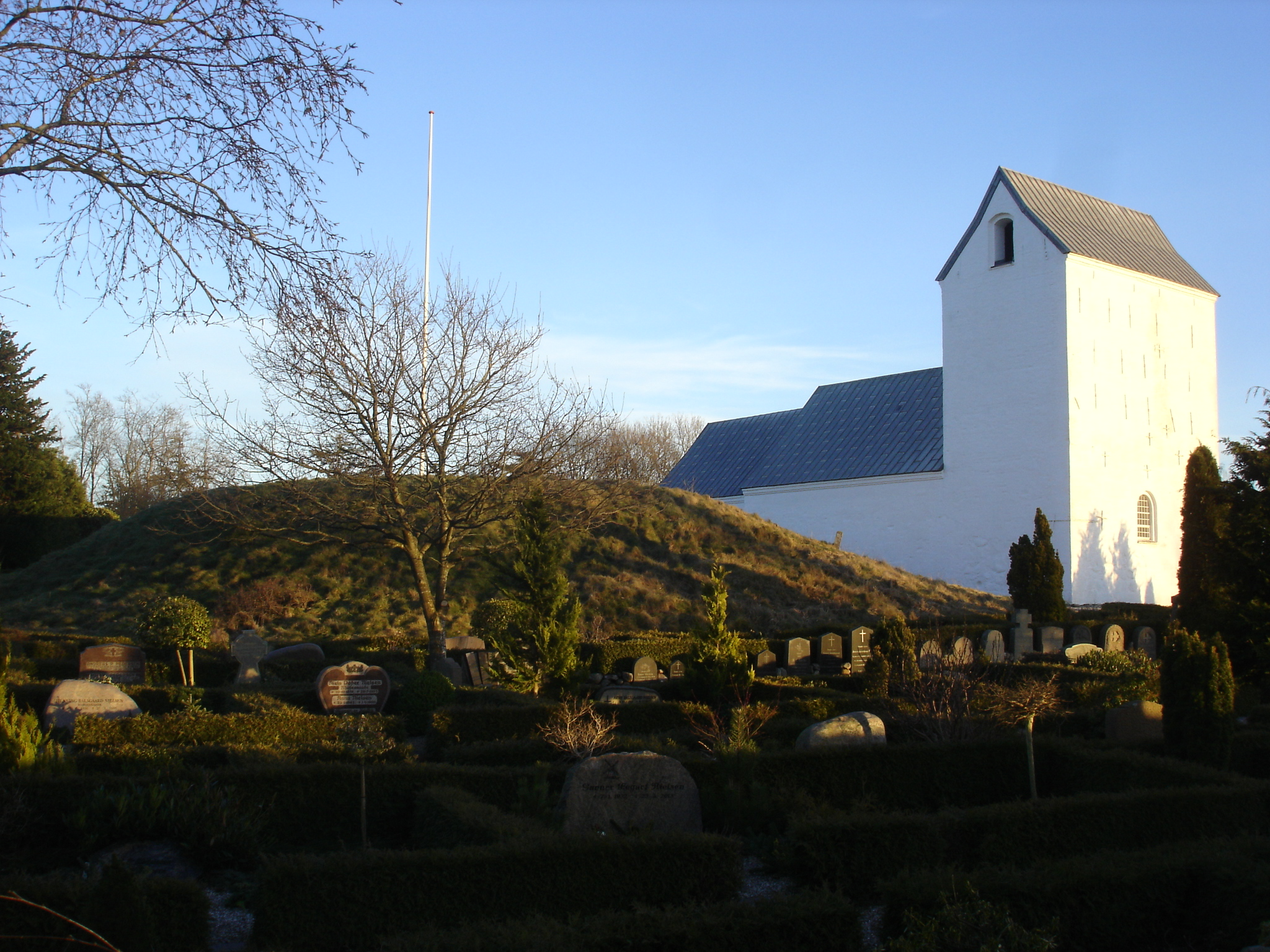
Kong Rans Høj

Der Kong Rans Høj (deutsch König-Rans-Hügel) ist ein großer Hügel mit flacher Kuppe, dessen Königsname (Ran) in der Ortsbezeichnung Randbøl enthalten sein soll. Er liegt nördlich der Kirche auf dem Randbøl Kirkegård (Friedhof), westlich von Vejle in Jütland in Dänemark.
Diese Dansehøje (deutsch Tanzhügel) genannte Hügelform stammt vom Übergang der Bronze- zur Eisenzeit. Bei der Ausgrabung des Hügels im Jahre 1840 wurden Urnen aus der späten Bronzezeit gefunden.
In der Umgebung von Randbøl und entlang des alten Hærvejen gibt es mehrere Hügel mit flacher Kuppe; 300 m von der Kirche in Richtung Vandel zwei kleinere und etwa 1 km in Richtung Bække einen großen. Hügel wie dieser sind stets mit einer entsprechenden Legende verbunden.
Mythische Königsnamen verknüpfen sich auch an anderen Orten Dänemarks mit vorzeitlichen Denkmälern: 
- Kong Asger Høj (auf Møn),
- Kong Grøns Høj, Kong Svends Høj (alle auf Lolland)
- Kong Humbles Grav, Kong Holms Høj, Kong Renes Høj (alle auf Langeland)
- Kong Lavses Grav (auf Lyø)
- Kong Knaps Dige (eine Wallanlage auf Jütland),
- Kong Dyves Sten, Kong Haralds Dysse, Kong Øres Grav, Kong Skjölds Høj, Kong Slags Dysse, Kong Svends Høj (ein Hügelgrab) und Kong Suders Høj (alle auf Seeland).